# Luís Miguel
Luís Miguel, właśc. Luís Miguel da Fonseca Silva e Costa (ur. 22 lipca 1971 w Luandzie) – angolski piłkarz grający na pozycji pomocnika.

## Kariera klubowa
Całą swoją karierę piłkarską Luís Miguel spędził w Portugalii. Rozpoczął ją w klubie Amarante FC, w którym grał w latach 1990–1992. Następnie w latach 1992–1995 był zawodnikiem drugoligowego klubu CD Aves.
W 1995 roku Luís Miguel przeszedł do Sportingu. W pierwszej lidze Portugalii zadebiutował 11 lutego 1996 w zwycięskim 5:0 domowym meczu z SC Farense. W zespole Sportingu występował przez trzy sezony.
W 1998 roku Luís Miguel odszedł do SC Braga. Zadebiutował w niej 21 września 1998 w przegranym 1:5 wyjazdowym meczu z Vitórią Guimarães. W Bradze występował do końca sezonu 2001/2002.
Latem 2002 roku Luís Miguel został zawodnikiem klubu FC Paços de Ferreira. Swój debiut w nim zanotował 21 października 2002 w domowym spotkaniu z Vitórią Guimarães (1:2). W Paços de Ferreira grał przez dwa lata.
W latach 2004–2006 Luís Miguel grał w FC Felgueiras, który był jego ostatnim klubem w sportowej karierze.
| Sezon   | Klub                 | Kraj       | Rozgrywki     | Mecze | Bramki |
| ------- | -------------------- | ---------- | ------------- | ----- | ------ |
| 1990/91 | Amarante FC          | Portugalia | II Divisão    | 15    | 5      |
| 1991/92 | Amarante FC          | Portugalia | III Divisão   | ?     | ?      |
| 1992/93 | CD Aves              | Portugalia | Segunda Liga  | 29    | 2      |
| 1993/94 | CD Aves              | Portugalia | Segunda Liga  | 31    | 7      |
| 1994/95 | CD Aves              | Portugalia | Segunda Liga  | 27    | 3      |
| 1995/96 | Sporting CP          | Portugalia | Primeira Liga | 6     | 0      |
| 1996/97 | Sporting CP          | Portugalia | Primeira Liga | 24    | 0      |
| 1997/98 | Sporting CP          | Portugalia | Primeira Liga | 11    | 0      |
| 1998/99 | SC Braga             | Portugalia | Primeira Liga | 28    | 1      |
| 1999/00 | SC Braga             | Portugalia | Primeira Liga | 22    | 0      |
| 2000/01 | SC Braga             | Portugalia | Primeira Liga | 24    | 0      |
| 2001/02 | SC Braga             | Portugalia | Primeira Liga | 7     | 0      |
| 2002/03 | FC Paços de Ferreira | Portugalia | Primeira Liga | 11    | 0      |
| 2003/04 | FC Paços de Ferreira | Portugalia | Primeira Liga | 26    | 0      |
| 2004/05 | FC Felgueiras        | Portugalia | Segunda Liga  | 30    | 0      |
| 2005/06 | FC Felgueiras        | Portugalia | II Divisão    | ?     | ?      |

## Kariera reprezentacyjna
W reprezentacji Angoli Luís Miguel grał w 1998 roku. W tym samym roku został powołany do kadry Angoli na Puchar Narodów Afryki 1998. Rozegrał na nim trzy mecze: z Republiką Południowej Afryki (0:0), z Namibią (3:3) i z Wybrzeżem Kości Słoniowej (2:5).